# Junonia almana
Junonia almana, bướm hoa đuôi công là một loài bướm giáp thuộc chi Junonia. Loài này được tìm thấy ở Đông Nam Á và Nam Á. Con trưởng thành có 2 dạng riêng biệt, dạng mùa mưa và mùa khô. Đây cũng được xem là một trong những loài phổ biến nhất của chi này.

## Mô tả
Một trong những loài bướm phổ biến nhất của chi Junonia. Bướm trưởng thành có sải cánh dài 54–62 mm (2,1–2,4 in). Mặt trên màu cam với hai đốm mắt lớn ở cánh trước và sau, bờ cánh trước có những vạch đen. Viền cánh sậm màu và có các đường ren. Mặt dưới cánh thay đổi theo mùa. Dạng mùa mưa các đốm mắt rõ ràng; ở dạng mùa khô các đốm mắt tiêu giảm, chót cánh trước và góc ngoài cánh sau kéo dài ra trông giống lá khô, giúp loài này ngụy trang rất tốt. Con đực và con cái giống nhau.

## Phân bố
J. almana được tìm thấy ở Ấn Độ, Sri Lanka và Đông Nam Á, và về phía đông đến Trung Quốc và Nhật Bản.

## Cây chủ
Chúng thường đẻ trứng lên cây thuộc họ Ô rô, bao gồm Hygrophila auriculata,  Phyla nodiflora và các loài trong các chi Acanthus, Barleria, Ruellia và Gloxinia.

## Hình ảnh

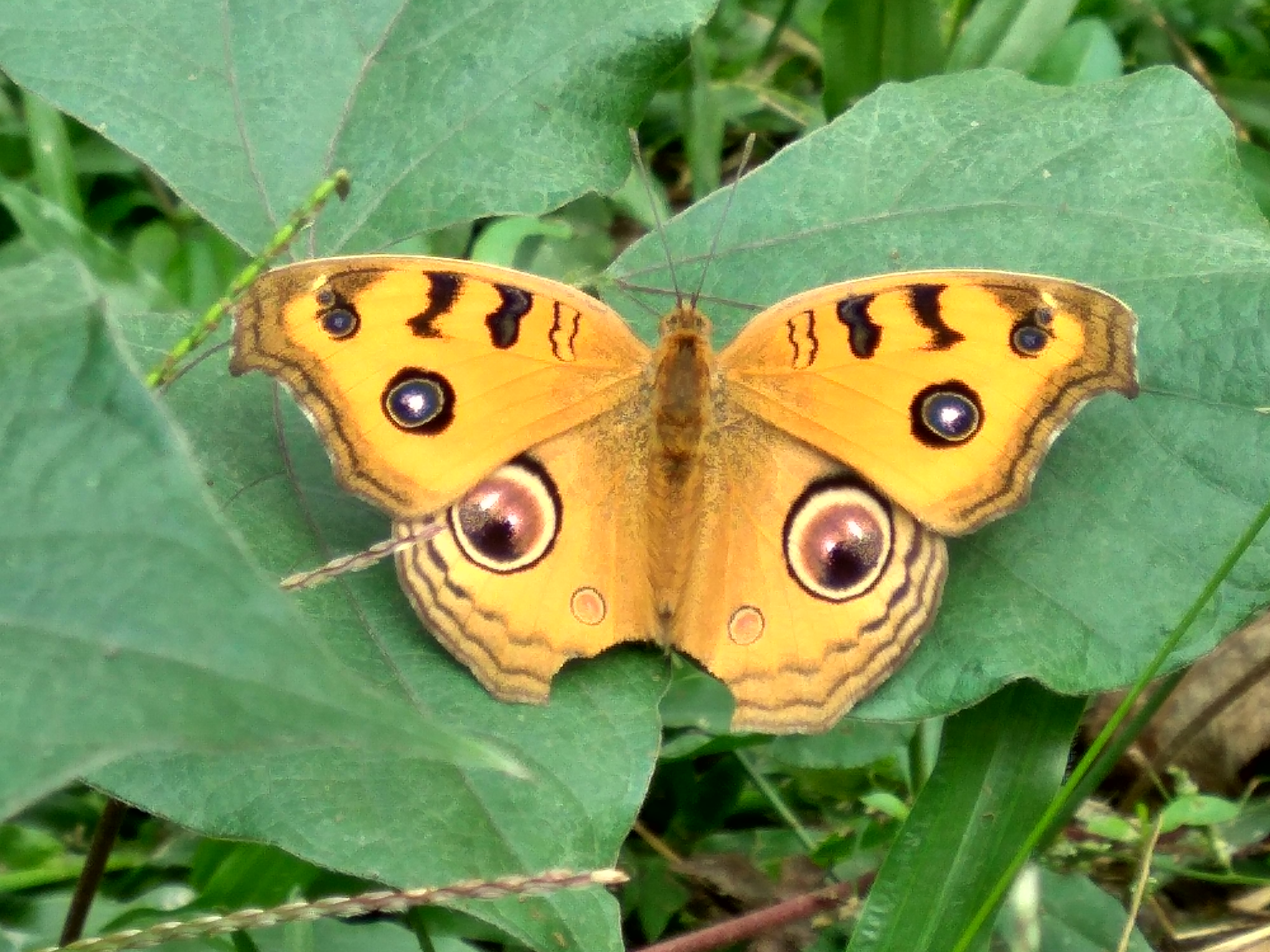
Mặt trên, dạng mùa khô
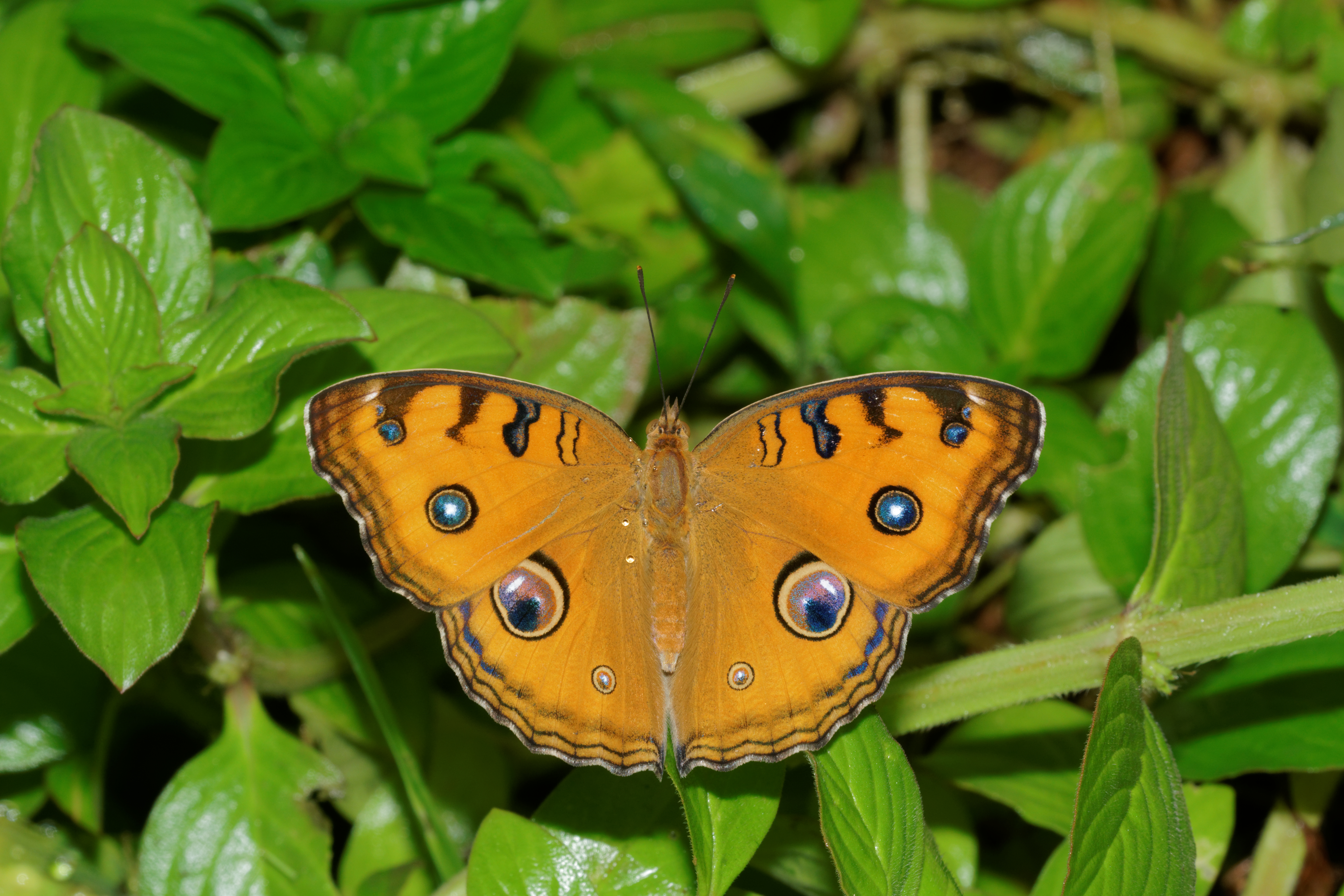
Mặt trên, dạng mùa mưa
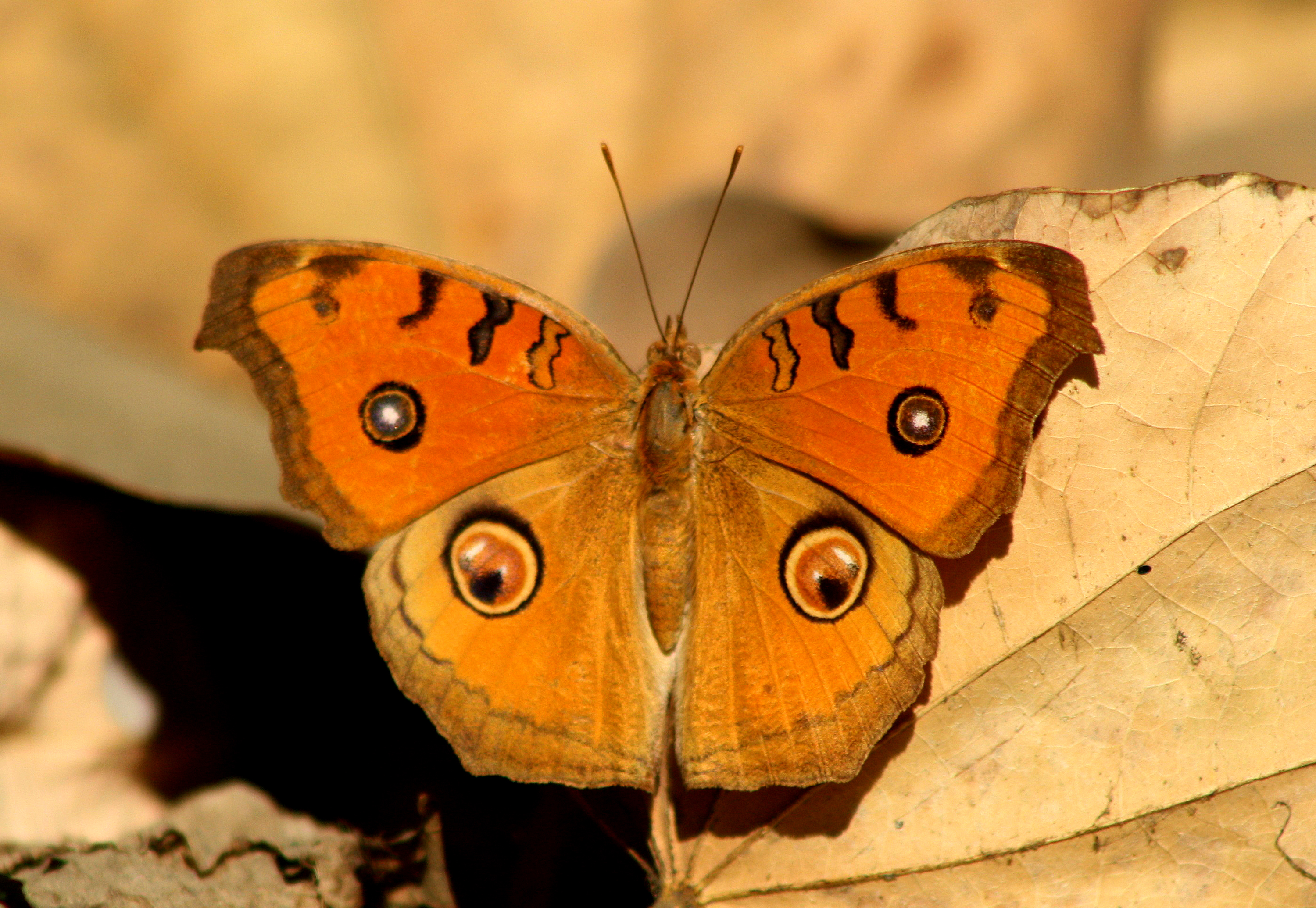
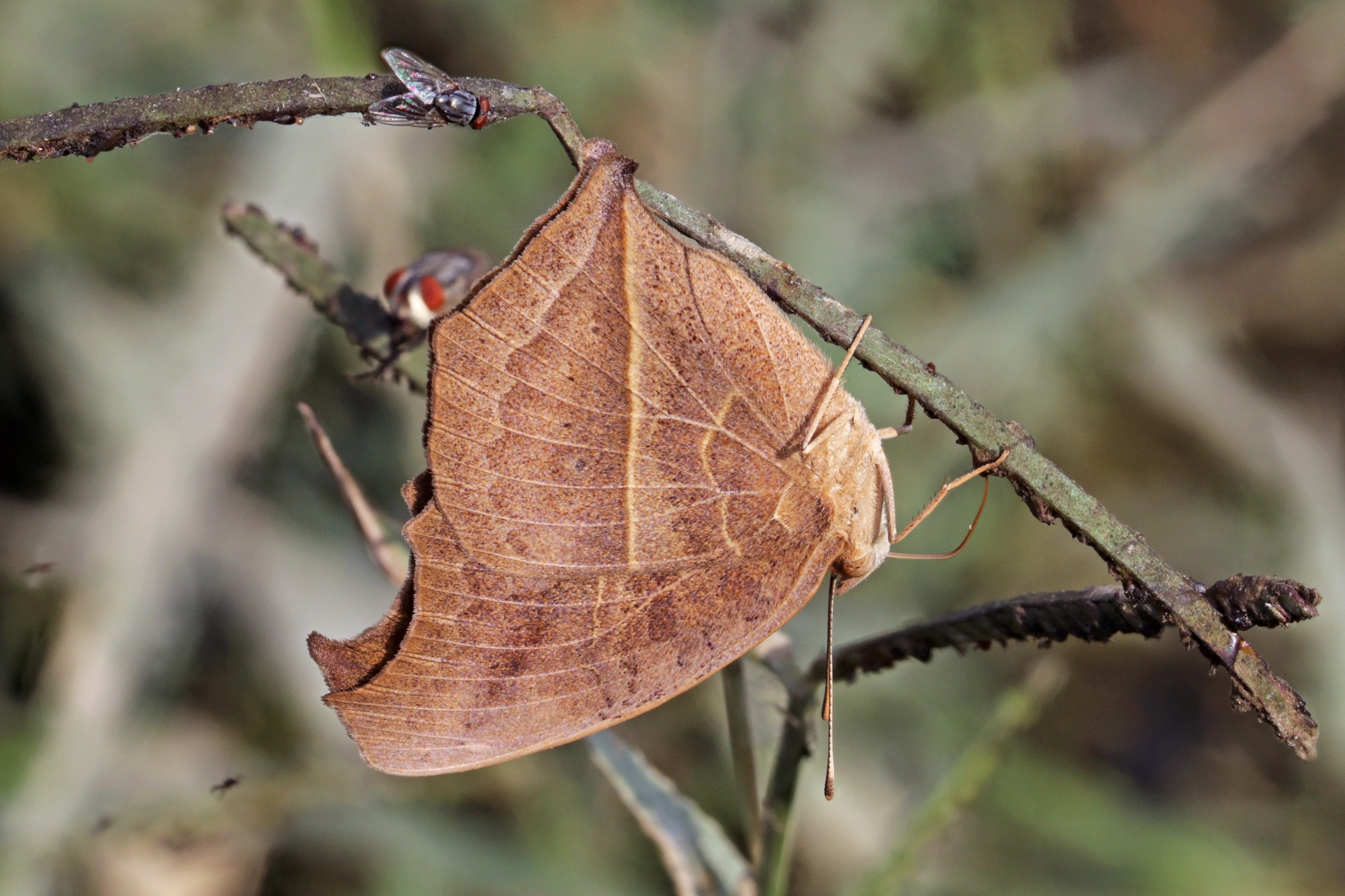
Mặt dưới, dạng mùa khô